# Ngoni
Ngoni, także Angoni – grupa plemion afrykańskich z grupy Bantu, odłam ludów Nguni, zamieszkujących tereny Malawi oraz część terytorium Zambii, Mozambiku i Tanzanii. W 1983 r. ich liczebność wynosiła ok. 1 mln osób. Do ich tradycyjnych zajęć zalicza się pasterstwo i rolnictwo.
Do swoich obecnych siedzib Ngoni przywędrowali w XIX wieku z południa, wyparci przez inne plemiona z tamtych terenów. Przejęli języki sąsiednich plemion Bantu, zachowali jednak własną tożsamość kulturową.